# Euphaedra subreducta
Euphaedra subreducta är en fjärilsart som beskrevs av Stoneham 1956. Euphaedra subreducta ingår i släktet Euphaedra och familjen praktfjärilar. Inga underarter finns listade i Catalogue of Life.